# Việt Xuân
Việt Xuân là một xã thuộc huyện Vĩnh Tường, tỉnh Vĩnh Phúc, Việt Nam.
Xã Việt Xuân nằm ở phía bắc huyện Vĩnh Tường. phía bắc giáp sông Phó đáy, là danh giới tự nhiên với xã Sơn đông Lập Thạch,phía nam giáp xã Bồ Sao, Lũng Hòa, phía đông giáp xã Yên Lập, phía tây giáp dòng sông Lô là danh giới tự nhiên với Thành phố Việt Trì của tỉnh Phú Thọ.
Xã gồm gồm có bốn thôn là Diệm Xuân, Phượng Lâu, Việt Hưng và Việt An. Bốn thôn này được chia làm 7 khu hành chính. Tổng diện tích tự nhiên của xã là 274,91 ha. Dân số trong toàn xã hơn 1000 hộ với khoảng 4200 dân số trong đó có hơn 100 hộ theo đạo Thiên chúa, hơn 800 hộ theo Đạo Phật. nhân dân sống bằng nhiều ngành nghề khác nhau, cụ thể; Số làm nông nghiệp gần 400 hộm, số làm nghề vận tải gần 200 hộ, số làm ngành nghề khác hơn 400 hộ.
Về thuận lợi;
Việt Xuân là một xã nằm ở điểm hợp lưu của 3 dòng sông(Sông Hồng, sông Lô và sông Phó Đáy) tạo cho Việt Xuân có nhiều lợi thế để phát triển kinh tế và giao lưu với các địa phương khác trong khu vực và cả nước.đất đai của Việt Xuân đuọc 3 dòng sông bồi đắp nên rất màu mỡ thuận lợi cho phát triển nông nghiệp. ngoài thế mạnh về giao thông đường thủy phát triển từ rất sớm xã Việt Xuân còn có tuyến đường sắt Hà Nội - Lào Cai chạy qua với Ga Bạch Hạc.Có thể nói nơi đây trên bến dưới thuyền thuận lợi cho việc làm ăn buôn bán của nhân dân.
Các Ngành nghề truyền thống.
Các thôn xóm của xã có các nghề nổi bật khác nhau:
- Thôn Việt An nhân dân sống chủ yếu bằng kinh doanh đường sông là thôn có làng nghề vận tải thủy phát triển và kéo theo nhiều dịch vụ cùng phát triển như lao động, vận tải,khai thác cát sỏi,cơ khí đóng tàu.... và đạc biệt là vận tải thủy ở đay mở rộng đến Quảng Ninh, Hải Phòng,Hải Dương,Thái Bình, Nam Định,Tuyên quang, Yên Bái, Hà Tây.....về đóng tàu ở đây kỹ thuật đóng tàu ngày càng được nâng cao có thể đóng những con tàu hàng nghìn tấn, đảm bảo chất luọng đủ điều kiện kỹ thuật để đăng ký đăng kiểm được người dân ở nhiều nơi tin tưởng đặt hàng.
- thôn Việt Hưng là thôn gần sông nên có nghề chài lưới, chỏ đò ngang, một số theo nghề vận tải thủy, nơi đây là nơi nhiều doanh nghiệp phát triển từ kinh doanh bến bãi, cung cấp vật liệu xây dựng cho cả tỉnh và các tỉnh lân cận
- Thôn Phượng Lâu (Dầu): là thôn có nhiều nghề bánh bún trao đổi, là thôn có nhiều nghề phụ nhất, nhân dân chịu thương, chịu khó nhiều gia đình giàu lên từ nghề mộc, kinh doanh đồ gỗ và nghề buôn bán nhỏ.
- Thôn Diệm Xuân: là thôn có truyền thống làm bánh chưng bánh giầy, giá đỗ... nghề thợ nề, thợ mộc.